# 루이스 레게이로
루이스 레게이로 파골라(바스크어: Luis Regueiro Pagola luis regeiɾo paɣola; 1908년 7월 1일, 바스크 주 이룬 ~ 1995년 12월 6일, 멕시코 시)는 줄여서 코르소(바스크어: Corso)로도 알려진 스페인 북부 바스크 출신의 축구 선수이자, 올림픽 참가 선수이다.

## 클럽 경력
그는 1924년에 바스크 주의 레알 우니온에서 프로 경력을 시작하였다. 이후, 그는 레알 마드리드로 이적하여 1931년에서 1936년 사이에 활약하며 92경기에 출전해 53골을 기록하였다. 1932년을 기점으로, 그의 동생 페드로도 마드리드에 입단하여 한배를 탔다.
1936년에 스페인 내전이 발발하자 라 리가가 중단되었다. 그 동안 레게이로는 바스크 국가대표팀의 주장이 되어 유럽 일주전을 하였다. 1938–39 시즌에 그와 바스크 선수단은 이웃의 다른 구단들로 이적하기 전에 멕시코에서 에우스카디라는 명칭으로 활약했다. 레게이로의 경우 아스투리아스로 이적했고, 클루브 아메리카에서 선수 겸 감독으로 활동하다가 은퇴했다.

## 국가대표팀 경력
그는 스페인 국가대표팀 경기에 25번 출전했는데, 네덜란드에서 열린 1928년 하계 올림픽과 이탈리아에서 열린 1934년 FIFA 월드컵에 참가하기도 했다.
이후 그는 바스크 국가대표팀의 구미 일주전 경기에 40번 출전하였다.

## 사생활
그는 1943년 4월 11일, 코요아칸에서 이사벨 우르키올라와 결혼했다. 둘 사이에 루이스 (그도 축구 선수가 되었다), 호세 마누엘, 후안 마리아, 마이테, 마리아 이사벨, 그리고 로우르데스 6명의 자식을 두었다. 은퇴 후, 그는 영면에 들기 전까지 재목 사업에 종사하였다.

## 수상
레알 마드리드
- 코파 델 레이 2회 우승
- 캄페오나토 망코무나도스 6회 우승

## 국가대표팀 득점 기록
아래의 점수에서 왼쪽의 점수가 스페인의 점수이다.
| #   | 날짜             | 경기장                         | 상대                                                                             | 점수 | 최종결과 | 대회                      |
| --- | ---------------- | ------------------------------ | -------------------------------------------------------------------------------- | ---- | -------- | ------------------------- |
| 1.  | 1928년 5월 30일  | 네덜란드 암스테르담 올림피스흐 | 멕시코                                                                           | 1–0  | 7–1      | 1928년 하계 올림픽        |
| 2.  | 1928년 5월 30일  | 네덜란드 암스테르담 올림피스흐 | 멕시코                                                                           | 3–0  | 7–1      | 1928년 하계 올림픽        |
| 3.  | 1930년 6월 22일  | 이탈리아 볼로냐                | [[파일:{{{국기그림-1861}}}\|22x20px\|border \|이탈리아\|링크=이탈리아]] 이탈리아 | 1–0  | 3–2      | 친선경기                  |
| 4.  | 1930년 6월 22일  | 이탈리아 볼로냐                | [[파일:{{{국기그림-1861}}}\|22x20px\|border \|이탈리아\|링크=이탈리아]] 이탈리아 | 3–1  | 3–2      | 친선경기                  |
| 5.  | 1931년 12월 13일 | 아일랜드 더블린                | 아일랜드                                                                         | 3–0  | 5–0      | 친선경기                  |
| 6.  | 1931년 12월 13일 | 아일랜드 더블린                | 아일랜드                                                                         | 5–0  | 5–0      | 친선경기                  |
| 7.  | 1932년 4월 24일  | 스페인 오비에도                | 유고슬라비아                                                                     | 1–0  | 2–1      | 친선경기                  |
| 8.  | 1933년 6월 21일  | 스페인 마드리드                | 불가리아                                                                         | 8–0  | 13–0     | 친선경기                  |
| 9.  | 1933년 6월 21일  | 스페인 마드리드                | 불가리아                                                                         | 12–0 | 13–0     | 친선경기                  |
| 10. | 1934년 3월 11일  | 스페인 마드리드                | 포르투갈                                                                         | 4–0  | 9–0      | 1934년 FIFA 월드컵 예선전 |
| 11. | 1934년 3월 11일  | 스페인 마드리드                | 포르투갈                                                                         | 6–0  | 9–0      | 1934년 FIFA 월드컵 예선전 |
| 12. | 1934년 6월 21일  | 이탈리아 피렌체                | [[파일:{{{국기그림-1861}}}\|22x20px\|border \|이탈리아\|링크=이탈리아]] 이탈리아 | 1–0  | 1–1      | 1934년 FIFA 월드컵        |
| 13. | 1935년 1월 24일  | 스페인 마드리드                | 불가리아                                                                         | 1–0  | 2–0      | 친선경기                  |
| 14. | 1936년 1월 19일  | 스페인 마드리드                | 오스트리아                                                                       | 2–4  | 4–5      | 친선경기                  |
| 15. | 1936년 1월 19일  | 스페인 마드리드                | 오스트리아                                                                       | 4–4  | 4–5      | 친선경기                  |
| 16. | 1936년 2월 23일  | 스페인 바르셀로나              | 독일                                                                             | 1–2  | 1–2      | 친선경기                  |